# Untitled Unmastered
Az Untitled Unmastered (stilizálva: untitled unmastered.) Kendrick Lamar amerikai rapper válogatásalbuma, amely 2016. március 4-én jelent meg. Rajta korábban nem megjelent demófelvételek szerepelnek, amelyek a To Pimp a Butterfly (2015) felvételei közben készültek. Stílusa főként jazz, soul, avantgárd és funk, témája politikai és filozófiai. Az album a Billboard 200 első helyén debütált.

## Háttér
2014 decemberében, mikor a To Pimp a Butterfly (2015) megjelenésére készültek, Lamar előadott egy dalt az névtelen a The Colbert Report vendégeként. 2016 januárjában szintén előadott egy meg nem nevezett dalt a The Tonight Show Starring Jimmy Fallon műsorán. A 2016-os Grammy-gálán való fellépését követően elmondta, hogy vannak olyan dalai, amely nem kapott helyett a To Pimp a Butterfly-on: "Egy teljes kamrányi anyagom van az albumról, amit imádtam, de más dalok felhasználása vagy valami annyira egyszerű, mint egy határidő megakadályozta, hogy felkerüljön az albumra."

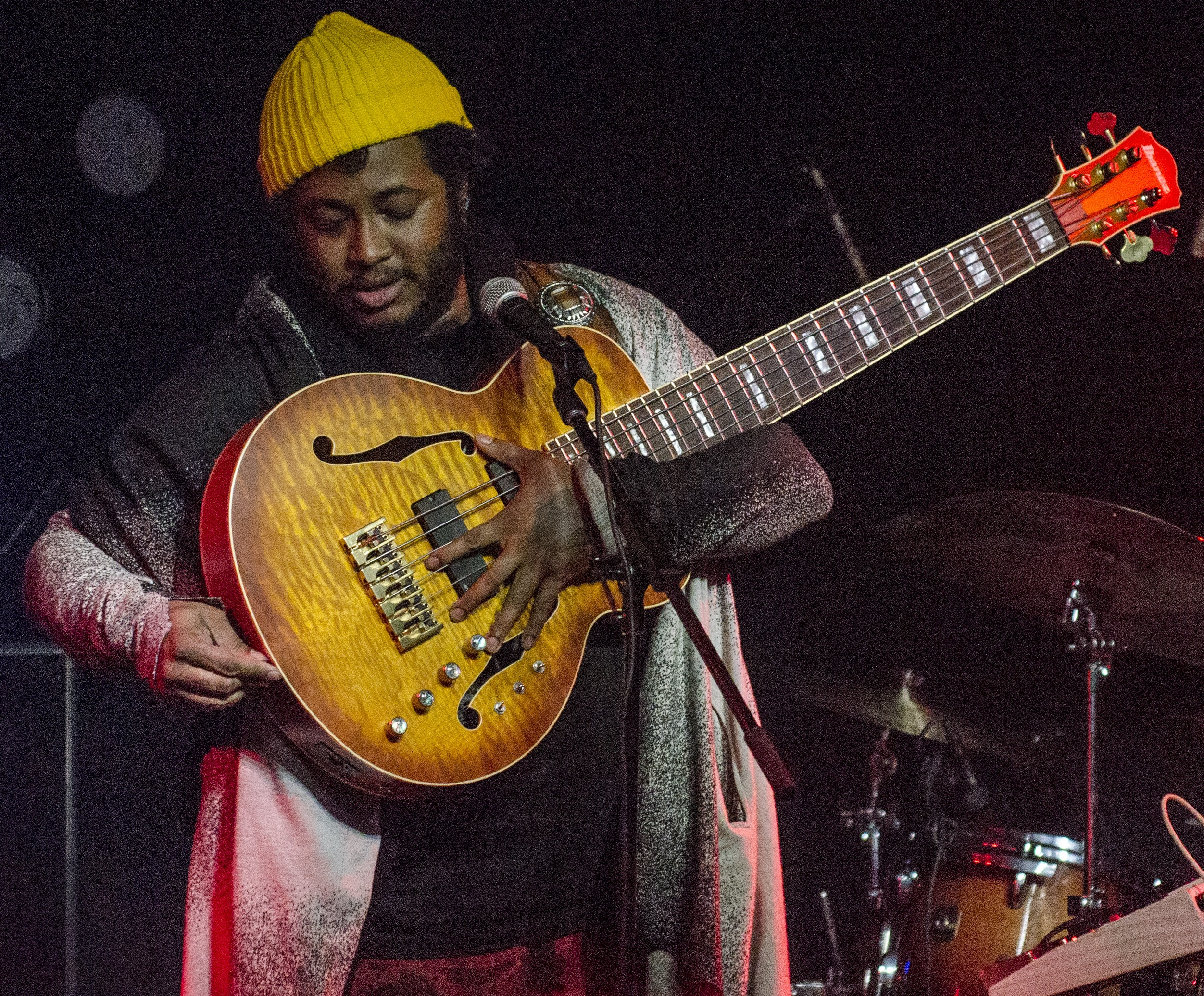
Thundercat az album dalainak nagy részén szerepelt

Azt követően, hogy a Top Dawg Entertainment célozgatott új zene megjelenésére és, hogy LeBron James nyilvánosan kérte meg a TDE-t, hogy adják ki Lamar kiadatlan dalait, az untitled unmastered. 2016. március 4-én jelent meg Spotify-on megjelenési dátum nélkül, nyolc korábban kiadatlan, címtelen dallal. Mindegyik dal datálva van. Ez arra utal, hogy a dalokat 2013 és 2014 között vették fel, illetve 2016-ban. Később ezen a napon Lamar elmondta, hogy a To Pimp a Butterfly munkálatai idején felvett befejezetlen demófelvételek voltak. Egy Spin-nel készített interjúban Anna Wise elmondta, hogy tudott az album létezéséről, de titokban kellett tartania. Az albumot CD-n március 11-én adták ki. 2016. március 23-án az untitled 07 | levitate megjelent az album egyetlen kislemezeként. Thundercat, aki az albumon hat dalon is szerepel, elmondta, hogy egy nappal annak megjelenése előtt tudta meg, hogy létezik.

## Felvételek
A dalok, amelyeket Lamar előadott a The Colbert Report-on (untitled 03 | 05.28.2013.), a The Tonight Show-n (untitled 08 | 09.06.2014., a untitled 02 | 06.23.2014. vége) és a 2016-os Grammy-gálán (untitled 05 | 09.21.2014.), mind szerepeltek az untitled unmastered.-en. A The Tonight Show-n előadott dal korábban Untitled 2 címen volt ismert. Az untitled 08 fel volt használva a Funkadelic, Ain't That Funkin Kinda Hard on You dalának remixein. Swizz Beatz azt mondta, hogy Alicia Keys 5 éves fia, Egypt volt az untitled 07 producere és nagy szerepe volt az untitled 01 és az untitled 02 elkészülésében. Sounwave ezt megerősítette. Az untitled 06 | 06.30.2014 énekel Cee Lo Green és producerei Adrian Younge és Ali Shaheed Muhammad voltak az A Tribe Called Quest-ből. Egy a Complex-szel készített interjúban Sounwave elmondta, hogy Lamar ellenezte a dalok masterelését, mert a legautentikusabb élményt akarta átadni.  Christopher Hooton (The Independent) Kanye West The Life of Pablo (2016) albumához hasonlította.

## Számlista
Az összes dal szerzője Kendrick Lamar. 
| 1.    | untitled 01 \| 08.19.2014. | Ritz Reynolds                                      | 4:07 |
| 2.    | untitled 02 \| 06.23.2014. | Cardo Yung Exclusive Thundercat                    | 4:18 |
| 3.    | untitled 03 \| 05.28.2013. | Astronote                                          | 2:34 |
| 4.    | untitled 04 \| 08.14.2014. | Thundercat Sounwave Kendrick Lamar                 | 1:50 |
| 5.    | untitled 05 \| 09.21.2014. | Sounwave Terrace Martin                            | 5:38 |
| 6.    | untitled 06 \| 06.30.2014. | Adrian Younge Ali Shaheed Muhammad                 | 3:28 |
| 7.    | untitled 07 \| 2014 – 2016 | Cardo Yung Exclusive Frank Dukes Swizz Beatz Egypt | 8:16 |
| 8.    | untitled 08 \| 09.06.2014. | Thundercat Mono/Poly                               | 3:55 |
| 34:06 |                            |                                                    |      |

## Közreműködő előadók
- Dominic Angelella – további billentyűk (1)
- Taz Arnold – skit (7)
- Astronote – producer (3)
- Joe Baldacci – dobok (1), dob-hangmérnök (1)
- Bilal – további vokál (1, 3, 5)
- Cardo – producer (2, 7)
- Egypt – producer (7), további vokál (7)
- Cee Lo – további vokál (6)
- Frank Dukes – producer (7)
- Jay Rock – verze (5)
- Kendrick Lamar – előadó, producer (4)
- Josef Leimberg – added trumpet (5)
- Mani Strings – további vokál (3)
- Terrace Martin – producer (5), szaxofon (2), billentyűk (4), további billentyűk (2)
- Mono/Poly – producer (8)
- Ali Shaheed Muhammad – producer (6)
- Punch – további vokál (5)
- Ritz Reynolds – producer (1)
- Rocket – további vokál (4)
- Sounwave – producer (4, 5), dobok (1)
- SZA – további vokál (4, 5, 7)
- Thundercat – producer (4, 8), további produceri munka (2), basszusgitár (2, 5, 7), további vokál (8)
- Anna Wise – további vokál (1, 5)
- Adrian Younge – producer (6)
- Yung Exclusive – producer (2, 11)

## Slágerlisták

### Heti slágerlisták
| Slágerlista (2016)                     | Legmagasabb pozíció |
| -------------------------------------- | ------------------- |
| Ausztrál Albumok (ARIA)                | 3                   |
| Osztrák Albumok (Ö3 Austria)           | 31                  |
| Belga Albumok (Ultratop Flanders)      | 11                  |
| Belga Albumok (Ultratop Wallonia)      | 73                  |
| Kanadai Albumok (Billboard)            | 1                   |
| Dán Albumok (Hitlisten)                | 1                   |
| Holland Albumok (Album Top 100)        | 9                   |
| Finn Albumok (Suomen virallinen lista) | 26                  |
| Francia Albumok (SNEP)                 | 55                  |
| Német Albumok (Offizielle Top 100)     | 45                  |
| Ír Albumok (IRMA)                      | 9                   |
| Új-Zéland-i Albumok (RMNZ)             | 5                   |
| Norvég Albumok (VG-lista)              | 7                   |
| Portugál Albumok (AFP)                 | 50                  |
| Svéd Albumok (Sverigetopplistan)       | 13                  |
| Svájci Albumok (Schweizer Hitparade)   | 9                   |
| UK Albums (OCC)                        | 7                   |
| UK R&B Albumlista (OCC)                | 2                   |
| US Billboard 200                       | 1                   |
| US Top R&B/Hip-Hop Albums (Billboard)  | 1                   |
| US Top Rap Albums (Billboard)          | 1                   |
| US Top Tastemaker Albums (Billboard)   | 1                   |
| US Vinyl Albums (Billboard)            | 4                   |

### Év végi slágerlisták
| Slágerlista (2016)                    | Pozíció |
| ------------------------------------- | ------- |
| Belgian Albums (Ultratop Flanders)    | 134     |
| US Billboard 200                      | 82      |
| US Top R&B/Hip-Hop Albums (Billboard) | 10      |
| US Rap Albums (Billboard)             | 5       |

## Kiadások
| Régió            | Dátum             | Formátum                     | Kiadó                                   |
| ---------------- | ----------------- | ---------------------------- | --------------------------------------- |
| Világszerte      | 2016. március 4.  | digitális letöltés streaming | Top Dawg, Aftermath, Interscope Records |
| Kanada           | 2016. március 11. | CD                           | Top Dawg, Aftermath, Interscope Records |
| Európa           | 2016. március 11. | CD                           | Top Dawg, Aftermath, Interscope Records |
| Egyesült Államok | 2016. március 11. | CD                           | Top Dawg, Aftermath, Interscope Records |
| Dél-Korea        | 2018. április 1.  | CD                           | Universal Music Korea                   |
| Egyesült Államok | 2016. május 27.   | Hanglemez                    | Top Dawg, Aftermath, Interscope Records |